# Leocarpus
Leocarpus ist eine Gattung von Schleimpilzen der Myxogastria. Sie umfasst 2 Arten, darunter das weltweit verbreitete und häufige Löwenfrüchtchen (Leocarpus fragilis), das von unverkennbarer Gestalt ist.

## Merkmale
Die Fruchtkörper sind ungestielte bis hängend gestielte Sporokarpe, die Stiele sind, wenn vorhanden, nur schwach vom Hypothallus abgrenzbar. Das brüchige Peridium besteht aus drei miteinander verwachsenen Lagen, deren äußere firnisartig glänzend, die kalkreiche mittlere verdickt und die innere häutig durchscheinend ist.
Das badhamoide Capillitium besteht aus kalkhaltigen Röhren, die durch feine, durchscheinende Fäden netzartig miteinander verbunden sind. Gelegentlich ist eine Pseudocolumella zu finden. Die Sporen sind in der Masse schwarz.

## Verbreitung
Leocarpus fragilis ist weltweit nachgewiesen und häufig, Leocarpus bisporus hingegen nur aus der Typusaufsammlung aus Australien bekannt.

## Systematik und Forschungsgeschichte
Die Gattung wurde 1809 von Johann Heinrich Friedrich Link erstbeschrieben, Typusart ist Leocarpus fragilis.
Leocarpus umfasst zwei Arten:
- Löwenfrüchtchen (Leocarpus fragilis)
- Leocarpus bisporus

## Nachweise
Fußnoten direkt hinter einer Aussage belegen die einzelne Aussage, Fußnoten direkt hinter einem Satzzeichen den gesamten vorangehenden Satz. Fußnoten hinter einer Leerstelle beziehen sich auf den kompletten vorangegangenen Absatz.
1. 1 2 3 4 5  Hermann Neubert, Wolfgang Nowotny, Karlheinz Baumann, Heidi Marx: Die Myxomyceten Deutschlands und des angrenzenden Alpenraumes unter besonderer Berücksichtigung Österreichs. Bd. 2, Karlheinz Baumann Verlag, Gomaringen 2000, ISBN 3-929822-01-6, S. 221.